# 巴尔科内斯
巴尔科内斯，是西班牙卡斯蒂利亚-莱昂索里亚省的一个市镇。总面积55平方公里，总人口43人（2001年），人口密度1人/平方公里。